# Jupiter-C
Jupiter Composite Reentry Test Vehicle
Pour les articles homonymes, voir Jupiter.
Ne doit pas être confondu avec Jupiter-A ou PGM-19 Jupiter.
Jupiter-C, de son nom complet Jupiter Composite Reentry Test Vehicle, est une fusée de recherche et de développement américaine de la famille Redstone, dérivé du Jupiter-A avec l’ajout d’étage à propergols solides venant du missile MGM-29 Sergeant, pour l’essai des têtes nucléaires lors de la rentrée atmosphérique, du missile balistique à portée intermédiaire PGM-19 Jupiter. Jupiter-C sera reconvertie comme lanceur spatial et renommée Juno I, pour l’envoi des premiers satellites américains Explorer.

## Histoire

### Contexte
En juillet 1957, s’organise l’Année géophysique internationale durant laquelle les États-Unis et l’Union des républiques socialistes soviétiques déclarent vouloir chacun placer leurs satellites en orbite terrestre. Le mois précédent les dirigeants américains décident dans cette perspective de développer un nouveau lanceur de trois étages, le lanceur Vanguard, signifiant en français "Avant-Garde", qui comporte un grand nombre d'innovations techniques à l’époque par rapport aux fusées développées jusque-là. Au niveau des soviétiques, les capacités et l'avance soviétique sont également sous-estimées. 

### Développement du Jupiter-C et transformation en Juno-I
Au sein de l’Army Ballistic Missile Agency, une équipe menée par l’ingénieur allemand Wernher von Braun travaille sur le missile balistique à courte portée Redstone. Elle propose de l’adapter pour lancer le satellite dans l’espace. En parallèle, le Naval Research Laboratory planche sur Vanguard, un projet similaire. Désireux de conserver le caractère civil au programme, le Président Eisenhower entérine le 29 juillet 1955 le choix du comité scientifique chargé de sélectionner le vainqueur, qui est Vanguard.
Dès 1955, Wernher von Braun entame le développement d’une fusée Jupiter-C, pour la mise au point de la rentrée atmosphérique des têtes nucléaires du missile balistique à portée intermédiaire Jupiter dont le développement est en cours sous sa supervision, et  les lancements réalisés sous l’étroite surveillance du Department of Defense.
Le 04 octobre 1957, Spoutnik 1 devient le premier satellite artificiel de la Terre, et suivi par la suite un mois plus tard par Spoutnik 2 à bord duquel se trouve la chienne Laïka. Au lendemain de cette seconde humiliation pour les américains, le Department of Defense demande à von Braun de préparer sa fusée tout en maintenant la priorité au Naval Research Laboratory. L’explosion au décollage de Vanguard est une mène à la perte pour les Etats-Unis. Après ces déconvenues, tous les espoirs se portent sur la fusée de von Braun. Le 31 janvier 1958, elle parvient à lancer le satellite Explorer 1 dans l’espace, mettant ainsi les Etats-Unis au rang de seconde puissance spatiale. Cinq autres suivront jusqu’en octobre 1958 avant de passer à Juno II.

## Numéro de série chiffré
Le Jupiter-A et C, faisait partie du projet Jupiter, la séquence de fabrication des fusées (qui ne sont pas nécessairement lancées dans l'ordre, et peuvent être améliorées au fur et à mesure que des solutions aux problèmes techniques sont élaborées lors de tests) a été considérée comme un secret militaire. Ainsi, la désignation peinte sur la façade des fusées n'était pas un numéro de série, mais employait un simple chiffrement de transformation que le personnel serait sûr de ne pas oublier. La clé a été tirée du nom de la base de conception et de test: Huntsville, Alabama, donnant HUNTSVILE, avec la lettre double L supprimée, :
```
H → 1 / U → 2 / N → 3 / T → 4 / S → 5 / V → 6 / I → 7 / L → 8 / E → 9 / X → O
```

La lettre X est rajouté au codage, représentant le 0.
RS et CC peut être aussi figuré sur le nom de la fusée : RS signifie que la fusée est de construction de l’arsenal de Redstone, CC signifie de construction de Chrysler Corporation.

## Chronologie des lancements
| Vol n° | Numéro de série | Date de lancement | Site de lancement | Pad de tir | Charge utile particulier | Notes | Dispersion radiale (en m) | Résultat | Image |
| ------ | --------------- | ----------------- | ----------------- | ---------- | ------------------------ | ----- | ------------------------- | -------- | ----- |
| 1      | RS-27 / RS-UI   | 20 septembre 1956 | Cape Canaveral    | LC-6       |                          |       |                           | Succès   |       |
| 2      | RS-34 / RS-NT   | 15 mai 1957       | Cape Canaveral    | LC-6       |                          |       |                           | Échec    |       |
| 3      | RS-40 / RS-TX   | 8 août 1957       | Cape Canaveral    | LC-6       |                          |       |                           | Succès   |       |

## Caractéristiques techniques
Dérivé du missile Redstone avec l’ajout des étages à poudre du missile Sergeant, Le premier étage du lanceur Juno I reprend les principales caractéristiques du missile Redstone. Le moteur qui consomme un mélange d'Hydyne (60 %) et d'oxygène liquide (40 %) fournit grâce à cet artifice une poussée de 370 kN au lieu des 333 kN du missile ce qui a permis d'allonger l'étage et d'accroître la durée de la poussée. Le premier étage est long de 17,62 mètres pour un diamètre de 1,30 mètre et pèse 28,4 tonnes (3,4 tonnes à vide). Chaque moteur à poudre Recruit qui constitue les étages supérieurs, pèse environ 27 kg (6 kg à vide) est long de 1 mètre pour un diamètre de 44 cm et fournit une poussée de 0,66 tonne durant 6 secondes. Le lanceur peut placer 20 kg sur une orbite de 500 km d'altitude. Pour stabiliser l'orientation des étages supérieurs ceux-ci sont mis en rotation rapide (460 tours par minute) avant leur séparation avec le premier étage. Le lanceur dispose d'un système de guidage à inertie.

## Un jeton Shell dédié au Jupiter-C
En 1969, la compagnie Shell Oil lance une gamme de jeton "Man in Flight" hors des États-Unis, commémorant des exploits de l'homme, de la légende d'Icare au premier pas d'Armstrong sur la Lune. Lorsque les clients ont rempli leur réservoir dans une station-service Shell participante, ils ont reçu un paquet contenant une pièce Man in Flight. Ces pièces faisaient partie d'un ensemble de collection mais ce n'était pas un jeu et aucun prix n'était offert. Shell a publié des planches de montage pour les pièces qui ont été conçues pour inciter leurs clients à revenir encore et encore pour essayer de compléter l'ensemble. Parmi les jetons, figure un dédié au "Jupiter-C", avec marqué sur la pièce « Wernher von Braun, 1958 ». Cette pièce commémorée principalement l'envoi du satellite Explorer 1, lancé le 1er février 1958, lancé sur un Juno I, un Jupiter-C modifié. Il est tendance à dire "Jupiter-C" au lieu que Juno I.